# Vojna v Gazi
Vojna v Gazi je oboroženi spopad v Gazi in južnem Izraelu med izraelsko vojsko (IDF) in palestinsko organizacijo Hamas in njenimi povezanimi militantnimi skupinami. Spopad je del dolgoletnih nerešenih izraelsko-palestinskih konfliktov, ki segajo v 20. stoletje, in po vojnah iz let 2008–2009, 2012, 2014 in 2021 najmlajši vojaški spopad na ozemlju Palestine. Vojna je povzročila smrt več kot dveh tisoč Izraelcev in deset tisoč Palestincev, skupaj z obsežnim uničenjem in humanitarno krizo v Gazi. Medtem se je v okoliški regiji povečala nestabilnost in spopadi, saj so se skupine Osi upora v več arabskih državah in Iranu spopadle z Združenimi državami in Izraelom. Do konca leta 2024 je leto dni napadov med Izraelom in Hezbolahom privedlo do izraelske invazije na Libanon, pa tudi do padca Asadovega režima in nadaljnje izraelske invazije na Sirijo, junija 2025 pa po več kot letu dni obstreljevanja med Iranom in Izraelom do iransko-izraelske vojne. Vedno več organizacij za človekove pravice in strokovnjakov na področju študij genocida in mednarodnega prava trdi, da v Gazi poteka genocid, čeprav to trditev izpodbijajo drugi pravni strokovnjaki in organizacije.
7. oktobra 2023 so militantne skupine pod vodstvom Hamasa izvedle nenaden napad na Izrael, v katerem je bilo ubitih 1195 Izraelcev in tujih državljanov, med njimi 815 civilistov, 251 pa je bilo ugrabljenih z izraženim ciljem, da se Izrael prisili k izpustitvi palestinskih zapornikov. Po odstranitvi militantov s svojega ozemlja je Izrael začel Operacijo »Železni meči« v okviru katereje je začel bombardirati in 27. oktobra vdrl v Gazo z izraženim ciljem uničiti Hamas in osvoboditi talce. Izraelske sile so med invazijo izvedle številne operacije, vključno z ofenzivo v Rafi, tremi bitkami v okolici Han Junisa in obleganjem severne Gaze od oktobra 2024, ter ubile voditelje Hamasa znotraj in zunaj Gaze. Začasno premirje novembra 2023 je bilo prekinjeno, drugo premirje januarja 2025 pa se je končalo z izraelskim nenadnim napadom marca 2025.
Od začetka izraelske ofenzive je bilo v Gazi ubitih več kot 55.000 Palestincev, od katerih je več kot polovica žensk in otrok, več kot 131.000 Palestincev pa je bilo ranjenih. Študija v reviji The Lancet ocenjuje, da je do junija 2024 zaradi travmatičnih poškodb umrlo 64.260 ljudi, pri čemer opozarja, da je število žrtev lahko še večje, če upoštevamo tudi »posredne« smrti. Izraelova poostrena blokada Gaze je prekinila oskrbo z osnovnimi življenjskimi potrebščinami, kar je povzročilo hudo krizo lakote. Do začetka leta 2025 je Izrael povzročil brezprimerno uničenje v Gazi in velik del območja naredil neprimernega za bivanje, porušil celotna mesta, uničil bolnišnice (vključno z otroškimi bolnišnicami), kmetijska zemljišča, verske in kulturne znamenitosti, izobraževalne ustanove in pokopališča. Novinarji iz Gaze, zdravstveni delavci, humanitarni delavci in drugi člani civilne družbe so bili pridržani, mučeni in ubiti. Skoraj celotno 2,3 milijonsko palestinsko prebivalstvo Gaze je bilo prisilno razseljeno. Na vrhuncu konflikta je bilo notranje razseljenih tudi več kot 100.000 Izraelcev.
Različni strokovnjaki in organizacije za človekove pravice so izjavili, da sta Izrael in Hamas storila vojne zločine. Meddržavno sodišče pregleduje primer, v katerem je Izrael obtožen genocida v Gazi, medtem ko je Mednarodno kazensko sodišče pregledalo in izdalo naloge za prijetje Benjamina Netanjahuja, Joava Galanta in Mohameda Deifa, vendar je bil nalog za Deifa umaknjen, ko je bil julija 2024 v izraelskem napadu ubit. Mučenja in spolnega nasilja so se posluževale tako palestinske militantne skupine kot tudi izraelske sile.